# 信松尼
信松尼（しんしょうに、永禄4年（1561年） - 元和2年4月16日（1616年5月31日））は、戦国時代から江戸時代初期にかけての女性。甲斐国の戦国大名である武田信玄の四女（諸説あり）。出家前の名は松姫（まつひめ）。母は側室の油川夫人。同母の兄弟姉妹には仁科盛信（五郎）、葛山信貞、真理姫（木曾義昌室・母は三条の方とも）、菊姫（上杉景勝室）らがいる。

## 生涯

### 誕生
甲斐の生まれ。
初見史料は永禄8年（1565年）5月で、信玄が富士浅間大菩薩（冨士御室浅間神社）に対し息女の病気平癒を願った願文が見られ、これが松姫ではないかといわれる（姉の黄梅院であった可能性もある）。願文は原本が富士吉田市の御師家に、写しが同市北口本宮冨士浅間神社に伝わる。原本は富士吉田市歴史民俗博物館が所蔵。

### 織田信忠との婚約成立
永禄年間に武田氏は尾張国の織田氏と接し、信玄の世子・勝頼の正室には織田信長養女遠山氏の娘（龍勝院）を迎えていたが、『甲陽軍鑑』に拠れば、永禄10年（1567年）11月に勝頼正室は死去し、同年12月には武田・織田同盟の補強として、7歳の松姫と信長の嫡男・織田信忠（11歳）との婚約が成立する。なお、武田家において形式上は「信忠正室を預かる」として扱かわれ、新館御料人と呼ばれた。

### 織田信忠との婚約解消
元亀3年（1572年）、信玄が三河・遠江方面への大規模な侵攻である西上作戦を開始すると、織田氏の同盟国である三河国の徳川家康との間で三方ヶ原の戦いが起こる。同盟関係にある信長は徳川方に援軍を送ったことから武田・織田両家は手切れとなり、松姫との婚約も解消される。

### 高遠城下にて生活
天正元年（1573年）に信玄が死去し、異母兄の勝頼が家督を継承すると、松姫は兄の仁科盛信の庇護のもと信濃国伊那郡高遠城下（長野県伊那市）の館に移る。

### 武田家滅亡・八王子への逃避行
天正10年（1582年）、織田・徳川連合軍による甲斐への本格的侵攻が開始され（甲州征伐）、兄の盛信を高遠城において、勝頼は新府城（山梨県韮崎市）から天目山へ逃れともに自刃し、武田一族は滅亡する。盛信により新府城へ逃がされた松姫は勝頼一行と別行動を取り、海島寺（山梨市）に滞在したのち、盛信の娘・小督姫（出家）、勝頼の娘・貞姫（宮原義久室）、小山田信茂の養女・天光院殿（内藤忠興室）、そして幼き仁科信基を連れ、相模との国境の案下峠を越えて、武蔵国多摩郡恩方（現・東京都八王子市）へ向かい、金照庵（現・八王子市上恩方町）に入る。この時に越えた峠が松姫峠と名付けられている。
同年6月、家康に臣従した穴山信君は、武田親族衆の秋山氏の娘である於都摩の方（下山殿）を自らの養女として家康に輿入れさせた。徳川氏に対し松姫の身代わりとして輿入れされたという伝承がある。後に家康五男の武田信吉を産む。

### 後北条家庇護下時代
武田氏の滅亡後、八王子に落ち延びていた松姫のもとに、織田信忠から迎えの使者が訪れる。6月2日、松姫が信忠に会いに行く道中にて本能寺の変が勃発し、信忠は二条新御所で明智光秀を迎え討ち、自刃する（一部の史料には信忠の子・三法師の生母は実は松姫だったとするものもある）。
同年秋、22歳で後北条家庇護下にて心源院（現・八王子市下恩方町）に移り、出家して信松尼と称し、武田一族とともに信忠の冥福を祈ったという。
八王子では、この時期に信松尼は北条氏照の正室比左の話し相手を務めていたという伝承が残る。

### 徳川家庇護下時代
天正18年（1590年）、小田原征伐により八王子城陥落。武田遺臣の八王子千人同心が小仏峠に入る。
天正18年（1590年）八王子・御所水（現・八王子市台町）の草庵に移り住む。
天正19年（1591年）大久保長安が家康より八王子に8,000石の所領を与えられる。元武田家臣であり、当時は江戸幕府代官頭の長安は、信松尼のために様々な支援をした。また、武田家の旧臣の多くからなる八王子千人同心たちの心の支えともなった。
慶長5年（1600年）の関ヶ原の戦いの後（年代不明）、身体が弱かった仁科信基が八王子を離れ、徳川家に3100石の旗本として仕官する。
慶長11年（1606年）以前、武田勝頼の娘・貞姫が、宮原義久に嫁ぐ。慶長11年（1606年）に子の宮原晴克が生まれる。 
慶長13年（1608年）7月29日、法蓮寺で志村大膳と馬場刑部に付き添われ出家していた小督姫（生弌尼・玉田院）が亡くなる（墓所・極楽寺）。
慶長18年（1613年）頃より、異母姉の見性尼（見性院）と共に3代将軍・徳川家光の異母弟の会津藩初代藩主・保科正之を八王子にて預かり育てる。

### 死去
元和2年（1616年）に死去、享年56。草庵は現在の信松院である。

## 登場作品
映像
- 「おんな風林火山」（1986年、TBS、松姫：佐藤由紀絵→鈴木保奈美）
- 「武田信玄」（1988年、NHK、松姫：上田愛美→香川沙美）
- 「春日局」（1989年、NHK、信松尼：原知佐子）
- 「清須会議」（三谷幸喜作品、小説/2012年、映画/2013年、松姫：剛力彩芽、三法師の生母として登場）

小説
- 『託孤の契り』（高橋銀次郎・著　2014年　叢文社）
- 『松姫はゆく』（仁志耕一郎・著　2014年　角川春樹事務所）
- 『戦国姫－松姫の物語』(藤咲あゆな・著　2017年　集英社みらい文庫)
- 『疾風(しっぷう)に折れぬ花あり－信玄息女松姫の一生』(中村彰彦・著　2016年　PHP研究所、2020年 中公文庫 上下)               

漫画
- 『五徳春秋』「よみのくに」 （河村恵利）
- 『信長のシェフ』（梶川卓郎）

ゲーム
- Campus 〜桜の舞う中で〜（1999年発売のエーテルブランドの作品。ヒロインの一人の過去と関連）
- 「戦国大戦 -1570 魔王 上洛す-」（BSS松姫として。Ver.1.2「五畿七道の雄」より排出停止）

## その他
『甲陽軍鑑』によると、甲斐より八王子への逃避行の同行者は、石黒八兵衛（直臣）、御同朋何阿弥と記載されている。また、同書によると松姫付の家臣は以下の通りである。
五味新右衛門、五味伝之丞、小沢新兵衛、石黒八兵衛、前島和泉